# Vogue Records (casa discografica statunitense)
La Vogue Records è stata una casa discografica statunitense specializzata in picture disc.

## Storia
Nata come divisione della Sav-Way Industries, la Vogue Records venne inaugurata a Downtown Detroit nel 1945 da Tom Saffad: imprenditore e inventore ventinovenne che aspirava a ideare dei dischi inalterabili e indistruttibili oltre che appaganti dal punto di vista estetico. L'etichetta iniziò a distribuire la sua musica soltanto a partire dal maggio del 1946. I dischi da essa prodotti presentavano una parte centrale in alluminio anziché gommalacca ed erano ricoperti da superfici cartacee fissate al supporto con uno strato di vinilite. L'etichetta pubblicò circa settanta dischi di artisti come Clyde McCoy, Lulu Belle & Scotty e Patsy Montana. La Vogue chiuse i battenti nel 1947. Tra i fattori che contribuirono al fallimento dell'etichetta vi fu il prezzo dei suoi prodotti discografici, che costavano il 50% in più rispetto alla media e la carenza di musicisti celebri da essa scritturati.
L'etichetta è divenuta oggetto di culto da parte dei collezionisti. Nel 1977 Tim Brooks pubblicò un importante articolo dedicato alla storia della Vogue.